# Saint-Pardoux-les-Cards
 Saint-Pardoux-les-Cards  là một xã thuộc tỉnh Creuse trong vùng Nouvelle-Aquitaine miền trung nước Pháp. Xã này nằm ở khu vực có độ cao trung bình 394 mét trên mực nước biển.